# Hirtaeschopalaea celebensis
Hirtaeschopalaea celebensis är en skalbaggsart som beskrevs av Stefan von Breuning 1968. Hirtaeschopalaea celebensis ingår i släktet Hirtaeschopalaea och familjen långhorningar.
Artens utbredningsområde är Sulawesi. Inga underarter finns listade i Catalogue of Life.